# Queluzito
Queluzito is een gemeente in de Braziliaanse deelstaat Minas Gerais. De gemeente telt 1.896 inwoners (schatting 2009).

## Aangrenzende gemeenten
De gemeente grenst aan Casa Grande, Conselheiro Lafaiete, Cristiano Otoni, Entre Rios de Minas en São Brás do Suaçuí.